# 洛斯纳瓦卢西略斯
洛斯纳瓦卢西略斯，是西班牙卡斯蒂利亚-拉曼恰托莱多省的一个市镇。总面积356平方公里，总人口2721人（2001年），人口密度8人/平方公里。